# Heiðarhorn
Heiðarhorn är en bergstopp i republiken Island. Den ligger i regionen Västlandet, 40 km norr om huvudstaden Reykjavík. Toppen på Heiðarhorn är 1 053 meter över havet.
Heiðarhorn är den högsta punkten i trakten. Trakten runt Heiðarhorn är nära nog obefolkad, med mindre än två invånare per kvadratkilometer. Närmaste större samhälle är Borgarnes, omkring 11 kilometer nordväst om Heiðarhorn. Trakten runt Heiðarhorn består i huvudsak av gräsmarker.